# 劉光 (弘治進士)
劉光（1457年—？），字景晦，浙江寧波府定海縣人，軍籍，明朝官员。

## 生平
弘治二年（1489年）己酉科浙江鄉試第七十八名舉人。弘治九年（1496年）中式丙辰科會試第一百六十九名，二甲第三十八名進士。官至廣東知府。

## 紀念
今澥浦镇庙戴村牌门头自然村有司马堂父子进士第和父子進士亭。

## 家族
曾祖劉廷毅；祖父劉時和，贈兵部郎中；父劉洪，廣東布政司參政。母周氏（封宜人）；繼母袁氏。具慶下。弟劉充。